# Chiesa di Santo Stefano Protomartire (Isola della Scala)
La chiesa di Santo Stefano Protomartire è la parrocchiale di Isola della Scala, in provincia e diocesi di Verona; fa parte del vicariato di Isola della Scala-Nogara.

## Storia
Probabilmente l'originaria pieve di Isola della Scala sorse antecedentemente al X secolo, anche se il primo documento che ne attesta la presenza risale al 1074 e in esso si legge che una certa Vulgara detta Vualda aveva venduto un terreno al suddiacono isolano; una seconda menzione risale al 1145 ed è contenuta in una bolla di papa Eugenio III, la Piae postulatio voluntatis.
La chiesa alla fine del XVI secolo versava in pessime condizioni, cosicché venne demolita per far posto alla nuova parrocchiale, iniziata nel 1578 e, dopo alterne vicende, terminata nel 1619, essendo quindi consacrata il 25 luglio di quell'anno dal vescovo di Verona Alberto Valier.
Nel 1672 papa Clemente X conferì al rettore della pieve di Isola il titolo di abate e all'inizio del XIX secolo fu posato il nuovo pavimento della navata; nella seconda metà degli anni sessanta si provvide a realizzare il nuovo altare postconciliare rivolto verso l'assemblea e l'ambone.

## Descrizione

### Esterno
La facciata della chiesa, rivolta verso levante è suddivisa in due ordini da una cornice marcapiano, è scandita da due paraste centrali e due laterali, sorreggenti le due statue raffigurati la Vergine ed il Cristo Redentore, presenta sotto il portale d'ingresso timpanato e quattro finestre a tutto sesto e, sopra, altre tre finestre analoghe; a coronamento vi è un frontone in cui si apre un oculo

### Interno

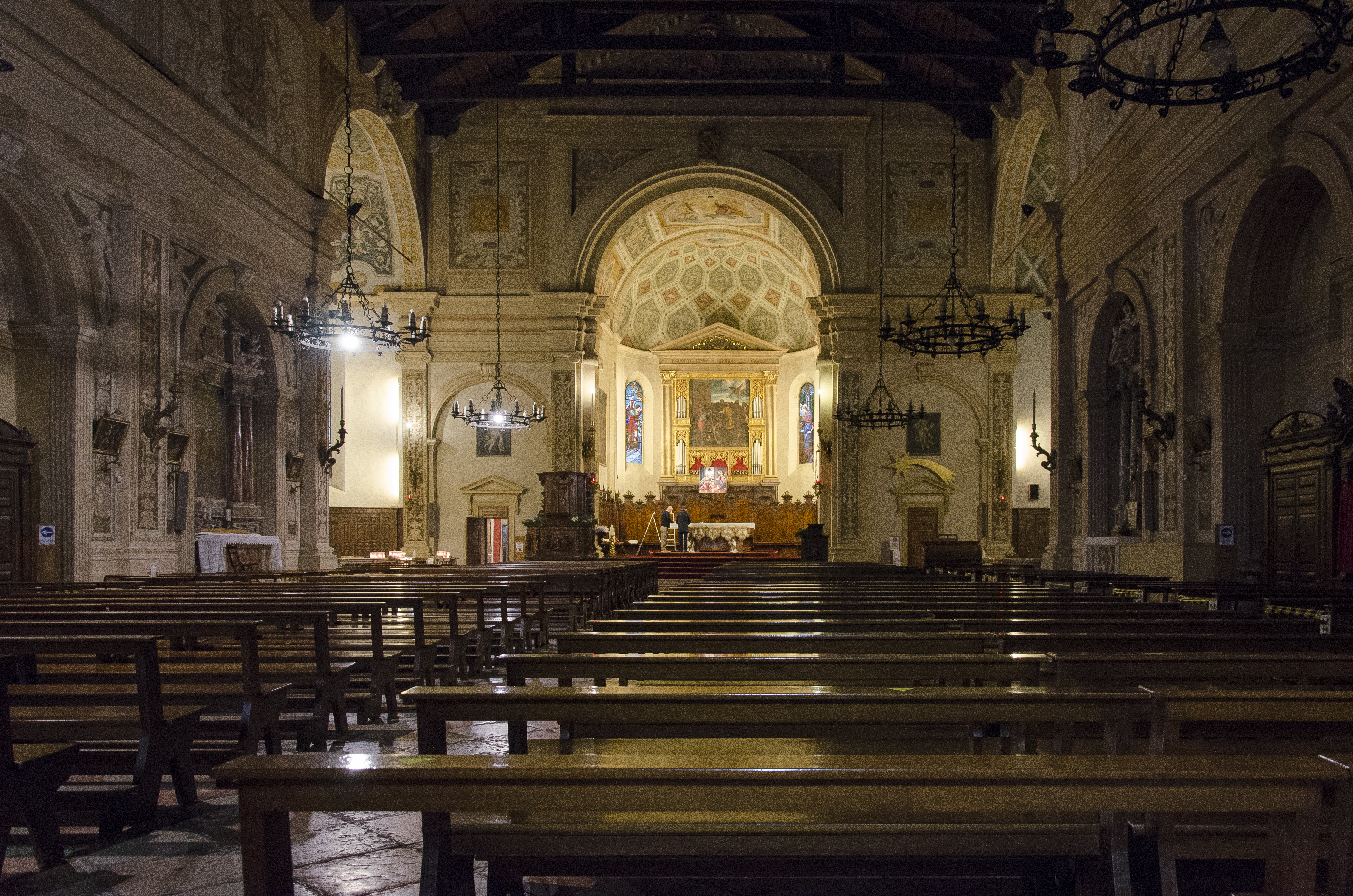
L'interno

L'interno dell'edificio si compone di un'unica navata, sulla quale si affacciano le cappellette laterali, ospitanti gli altari minori, e le cui pareti sono spartite in due registri, entrambi scanditi da lesene; al termine dell'aula si sviluppa il presbiterio, sopraelevato di sei gradini e chiuso dall'abside di forma semicircolare.
Qui sono conservate diverse opere di pregio, tra le quali l'altare minore di San Lorenzo, costruito nel 1868, la pala raffigurante la Madonna con i Santi Lorenzo e Agostino, dipinta da Nicola Giolfino, la statua di Sant'Antonio con il Bambino, scolpita da Pietro Todesco tra il 1653 e il 1656, la Via Crucis, realizzata da Paolo Brenzoni, l'affresco con soggetto il Padreterno in gloria col Figlio, eseguita da Giovanni Cannella il Vecchio, l'altare maggiore, costruito nel 1717, e il battistero, risalente al 1412.